# Юс (Валь-д’Уаз)
Юс (фр. Us) — муниципалитет во Франции, в регионе Иль-де-Франс, департамент Валь-д'Уаз. Население — 1247 человек (1999). Муниципалитет расположен на расстоянии около 39 км северо-западнее Парижа, 10 км северо-западнее Сержи.

## Демография
Динамика населения (Cassini и INSEE):

## Съемки фильма около станции в Юс в 1975 году
Одна сцена фильма «2 Suédoises à Paris» (французское название) была снята на железнодорожном переезде через автомобильную дорогу D66. Французская актриса Шанталь Нора дождалась попутного фургона, который отвез ее к следующему месту съемок. Этот Эпизод снят режиссёром фильма для того, чтобы скрыть тот факт, что предыдущая сцена и следующая сцена были сняты в одном и том же месте: Мулен-де-Шамп, 95450 Аверн, в 6 км от Юса. Примечание: поезд с вокзала Сен-Лазар из Парижа прибывает на вокзал Юс, как и поезд из Жизора Зритель фильма должен полагать, что Шанталь Нора прибыла на станцию Юс поездом и продолжила путь на машине.